# Tablas de Tărtăria

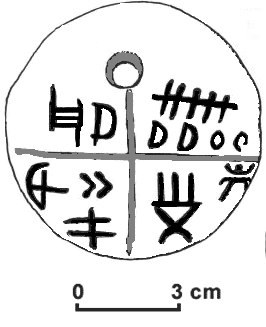
Reproducción de la tablilla circular de Tărtăria.

Las tablas de Tărtăria son tres tablillas de arcilla descubiertas en Tărtăria (Rumanía). Muestran una serie de símbolos grabados que han sido objeto de considerable controversia entre los arqueólogos, en tanto que según algunas opiniones podrían ser una de las primeras formas de escritura del mundo. Se han propuesto dataciones que oscilan entre 5300 a. C. y 3800 a. C.

## Descubrimiento

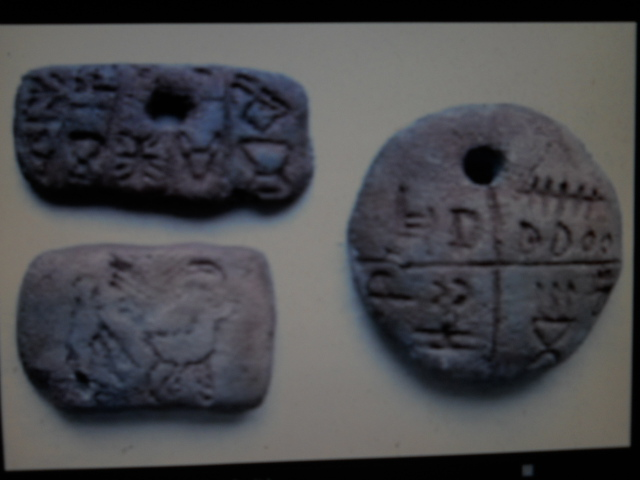
Las tres tablillas de Tărtăria.

Las tablillas fueron encontradas en 1961 en Tărtăria, localidad situada a 30 km aproximadamente de Alba Iulia. Nicolae Vlassa, un arqueólogo del Museo de Cluj, desenterró tres tablillas con 26 símbolos, junto con un brazalete y varios restos de huesos humanos. Dos de las tablas son rectangulares y la tercera es circular.
En las tres tablillas solo presenta símbolos una de las caras. Símbolos similares se han hallado en utensilios localizados en las excavaciones de Vinča en Serbia y otros lugares del sur de los Balcanes, por lo que podrían estar relacionados. 